# 4-Fluoramphetamin
4-Fluoramphetamin (4-FA; 4-FMP; PAL-303; Flux), auch bekannt als para-Fluoramphetamin (PFA; P-FMP) (Scenename „Fifa“), ist eine psychoaktive Designerdroge aus der Gruppe der Phenethylamine und ist innerhalb dieser Gruppe ein Amphetamin. Es ruft stimulierende, entaktogene und empathogene Effekte hervor. 4-FA ist auf dem Schwarzmarkt nur selten anzutreffen, dennoch wird es teilweise als Designerdroge verkauft.

## Sicherheitshinweise
Die Substanz reizt Augen, Atmungstrakt, Haut und Schleimhäute. Im Tierversuch mit Mäusen wurde bei intraperitonealer Gabe ein LD50-Wert von 46 mg/kg Körpergewicht ermittelt.

## Gewinnung und Darstellung
Im Allgemeinen wird 4-FA aus 4-Fluorbenzaldehyd mit Hilfe von Nitroethan und einem Amin-Katalysator über das Zwischenprodukt 1-(4-Fluorphenyl)-2-nitropropen gewonnen, welches dann durch Reduktion zu 1-(4-Fluorphenyl)propan-2-amin (4-Fluoramphetamin) umgesetzt wird.

## Pharmakologische Effekte
Die Wirkung von 4-FA tritt ungefähr 60 Minuten nach oraler Einnahme ein und hält ca. 6–7 Stunden an. Die typische Dosis liegt zwischen 120 und 180 mg des Hydrochloridsalzes. Die subjektiven Effekte von 4-FA sind Euphorie, erhöhte Leistungsfähigkeit, Stimmungsaufhellung, Rededrang, Bruxismus (Kieferverspannungen), Insomnie und Appetithemmung.
4-Fluoramphetamin ist ein potentes Stimulans und bewirkt eine Ausschüttung des Neurotransmitters Serotonin, ähnlich wie andere para-substituierte Amphetamine. Jedoch sind seine serotonerge Wirksamkeit und Neurotoxizität wesentlich geringer als die ähnlicher Substanzen, wie 4-Bromamphetamin und 4-Iodamphetamin. Die serotonerge Potenz und die Neurotoxizität para-Halogen substituierter Amphetamine nimmt mit der Ordnungszahl des Halogen-Substituenten zu (4-FA ≪ 4-CA < 4-BA < 4-IA), während umgekehrt die Dopamin-Wiederaufnahmehemmung bei 4-FA stärker ausgeprägt ist als bei 4-CA oder 4-IA. 4-FA verursacht zudem schwächere Hyperthermie als ähnliche Substanzen wie PMA oder 4-MTA, dennoch können Hyperthermie und Neurotoxizität bei Überdosierung oder exzessivem Gebrauch der Substanz gefährlich werden.

## Rechtliche Einordnung

### Deutschland
In Deutschland ist 4-FA seit dem 26. Juli 2012 ein gemäß dem Betäubungsmittelgesetz (BtMG) nicht verkehrsfähiges Betäubungsmittel.

### Schweiz
4-Fluoramphetamin wurde mit Inkrafttreten der revidierten Betäubungsmittelverordnung Swissmedic per 1. Dezember 2010 dem Betäubungsmittelgesetz (BetmG, SR 812.121) unterstellt und somit ab diesem Zeitpunkt illegal. Einfuhr, Besitz, Vertrieb etc. werden nach dem Betäubungsmittelgesetz geahndet.

### Litauen
4-FA wurde im Juli 2009 in Litauen verboten.